# 1923 (Fernsehserie)
1923 ist eine von Taylor Sheridan entwickelte Drama- und Westernserie, die im Dezember 2022 in das Programm von Paramount+ aufgenommen wurde. Wie in den von ihm erdachten Fernsehserien Yellowstone und 1883 geht es auch in 1923 um die Duttons, ihre Ranch in Montana und die Menschen, die mit ihnen dort leben.

## Handlung
Der Familienpatriarch Jacob Dutton betreibt Anfang des 20. Jahrhunderts zu Beginn der wirtschaftlichen Depression auf seiner großen Farm in Montana Viehzucht. Das Familienerbe ist der größte Landbesitz in der Gegend. Eine lange Dürre hat dazu geführt, dass es auf den Weiden kaum mehr Gras gibt und das lebensnotwendige Futter für seine Tiere knapp wird. Auch gibt es immer mehr Heuschrecken in ihrer Gegend.
Weil Banner Creighton, der die Schafhirten in der Gegend unter sich hat und zur Montana Livestock Association gehört, ebenfalls die Nahrung für seine Tiere fehlt, ihm jedoch viel weniger Land zur Verfügung steht, kommt es zwischen ihm und Jacob Dutton immer wieder zu Spannungen. Dutton jedoch würde absolut alles in seiner Macht stehende tun, um zu behalten, was ihnen gehört. Seine Frau Cara ist ebenso entschlossen und weiß eine Schrotflinte zu benutzen. Ihre Nachkommen Jack, John und zukünftig Spencer sind auf dem Land des Dutton-Clans ebenfalls vielbeschäftigt.

## Besetzung und Synchronisation
Die deutschsprachige Synchronisation der ersten Staffel entstand bei Level 45 in Potsdam unter der Dialogregie von Guido Kellershof. Er schrieb auch die Dialogbücher. Staffel 2 entstand bei der Cinephon unter der Dialogregie von Gerd Naumann, die Dialogbücher schrieben Naumann und Katrin Kabbathas.
| Rolle                           | Schauspieler                                                                   | Hauptrolle (Folgen)    | Nebenrolle (Folgen)             | Synchronsprecher         |
| ------------------------------- | ------------------------------------------------------------------------------ | ---------------------- | ------------------------------- | ------------------------ |
| Cara Dutton                     | Helen Mirren                                                                   | 1.01–2.07              |                                 | Kerstin Sanders-Dornseif |
| Jacob Dutton                    | Harrison Ford                                                                  | 1.01–2.07              |                                 | Wolfgang Pampel          |
| Jack Dutton                     | Darren Mann                                                                    | 1.01–2.07              |                                 | Jonas Lauenstein         |
| John Dutton Sr                  | James Badge Dale                                                               | 1.01–1.03              |                                 | Matthias Klie            |
| Spencer Dutton                  | Brandon Sklenar                                                                | 1.01–2.07              |                                 | Johann Fohl              |
| Elsa Dutton (Erzählerin)        | Isabel May                                                                     | 1.01–2.07 (nur Stimme) |                                 | Luisa Wietzorek          |
| Elizabeth Strafford             | Michelle Randolph                                                              | 1.01–2.07              |                                 | Franziska Trunte         |
| Zane Davis                      | Brian Geraghty                                                                 | 1.01–2.07              |                                 | Sven Fechner             |
| Teonna Rainwater                | Aminah Nieves                                                                  | 1.01–2.07              |                                 | Marie Hinze              |
| Alexandra                       | Julia Schlaepfer                                                               | 1.02–2.07              |                                 | Maria Hönig              |
| Banner Creighton                | Jerome Flynn                                                                   | 1.01–2.07              |                                 | Christoph Banken         |
| Dennis                          | Caleb Martin                                                                   | 1.01–2.07              |                                 | Marc Bluhm               |
| Donald Whitfield                | Timothy Dalton                                                                 | 1.04–2.07              |                                 | Lutz Riedel              |
| Emma Dutton                     | Marley Shelton                                                                 |                        | 1.01–1.05                       | Anna Grisebach           |
| William McDowell                | Robert Patrick                                                                 |                        | 1.01–2.07                       | Ronald Nitschke          |
| Father Renaud                   | Sebastian Roché                                                                |                        | 1.01–2.06                       | Tobias Lelle             |
| Lady Arthur, Countess of Sussex | Jane Carlson                                                                   |                        | 1.02, 1.07–1.08                 |                          |
| Schwester Mary                  | Jennifer Ehle                                                                  |                        | 1.01–1.05                       | Silke Matthias           |
| Schwester Alice                 | Kerry O’Malley                                                                 |                        | 1.01–1.05                       | Agnes Hilpert            |
| Arthur jr.                      | Rafe Soule                                                                     |                        | 1.02–1.08                       | Matthias Busch           |
| Lindy                           | Madison Elise Rogers                                                           |                        | 1.07–2.01, 2.04–2.07            | Julie Bonas              |
| Pete Plenty Clouds              | Cole Brings Plenty (Folge 1.07–1.08) Jeremy Gauna (Folge 2.01–2.02, 2.04–2.07) |                        | 1.07–1.08, 2.01–2.02, 2.04–2.07 | Oscar Räuker             |
| Marshal Mamie Fossett           | Jennifer Carpenter                                                             |                        | 2.02–2.03, 2.05, 2.07           | Ilona Brokowski          |

## Produktion
Idee und Drehbuch stammen von Taylor Sheridan. Um die Duttons, ihre Ranch in Montana und die Menschen, die mit ihnen auf dieser leben, ging es bereits in den von ihm erdachten Fernsehserien Yellowstone und 1883. Die Spin-off-Prequel-Serie soll aus zwei Staffeln mit je 8 Folgen bestehen. Sheridan erwägt zudem zwei weitere Serien über die Duttons und ihre Ranch, die in den 1940er und 1960er Jahren spielen. Diese Serien sind jedoch noch nicht offiziell.
In der Serie sind Harrison Ford als Jacob Dutton und Helen Mirren als Cara Dutton zu sehen. Brandon Sklenar spielt Jacobs Neffen Spencer Dutton. Darren Mann ist in der Rolle von John Dutton Seniors Sohn Jack zu sehen und Marley Shelton in der Rolle von Jacks Mutter Emma. John, der älteste Neffe und die rechte Hand von Jacob, wird von James Badge Dale gespielt. Michelle Randolph spielt Elizabeth Strafford, eine junge Frau, die in die Familie Dutton einheiraten will. Aminah Nieves spielt eine junge indigene Frau namens Teonna Rainwater, Sebastian Roché Pater Renaud, der das Internat leitet, das Teonna besucht, und Jennifer Ehle Sister Mary, die dort als Lehrerin tätig ist. In weiteren Rollen sind Brian Geraghty als Ranchvorarbeiter Zane, Julia Schlaepfer als Alexandra und Jerome Flynn als Schafhirtenboss Banner Creighton zu sehen.
Die Dreharbeiten wurden am 22. August 2022 in Butte in Montana begonnen. Weitere Drehorte befanden sich in Südafrika, Tansania und Malta.
Die Musik komponiert, wie bei Yellowstone, Brian Tyler. Mitte Dezember 2022 veröffentlichte Sony Classical mit dem Stück 1923 Opus die Titelmusik zur Serie als Download. Am 10. Februar 2023 veröffentlichte Sony Classical das 36 Musikstücke umfassende Soundtrack-Album für die erste Staffel als Download.
Der erste Trailer wurde Mitte November 2022 vorgestellt. 1923 wurde am 18. Dezember 2022 in Nordamerika in das Programm von Paramount+ aufgenommen und am darauffolgenden Tag in Australien und im Vereinigten Königreich. Die Premiere fand am 3. Dezember 2022 in Los Angeles im Beisein der Hauptdarsteller Harrison Ford und Helen Mirren statt. Die zweite Staffel wurde am 23. Februar 2025 in das Programm von Paramount+ aufgenommen.

## Episodenliste

### Staffel 1
| Nr. (ges.) | Nr. (St.) | Deutscher Titel                   | Originaltitel               | Erstausstrahlung USA | Deutschsprachige Erstausstrahlung (D) | Regie          | Drehbuch        |
| ---------- | --------- | --------------------------------- | --------------------------- | -------------------- | ------------------------------------- | -------------- | --------------- |
| 1          | 1         | 1923                              | 1923                        | 18. Dez. 2022        | 27. Mai 2023                          | Ben Richardson | Taylor Sheridan |
| 2          | 2         | Mutter Naturs unbesetzter Thron   | Nature’s Empty Throne       | 25. Dez. 2022        | 27. Mai 2023                          | Ben Richardson | Taylor Sheridan |
| 3          | 3         | Der Krieg ist zuhause angekommen  | The War Has Come Home       | 1. Jan. 2023         | 3. Juni 2023                          | Ben Richardson | Taylor Sheridan |
| 4          | 4         | Krieg und der kristallklare Ozean | War and the Turquoise Tide  | 8. Jan. 2023         | 10. Juni 2023                         | Ben Richardson | Taylor Sheridan |
| 5          | 5         | Der Geist von Zebrina             | Ghost of Zebrina            | 5. Feb. 2023         | 17. Juni 2023                         | Guy Ferland    | Taylor Sheridan |
| 6          | 6         | Ein Ozean näher zum Schicksal     | One Ocean Closer to Destiny | 12. Feb. 2023        | 24. Juni 2023                         | Guy Ferland    | Taylor Sheridan |
| 7          | 7         | Die Fünfhundert-Regel             | The Rule of Five Hundred    | 19. Feb. 2023        | 1. Juli 2023                          | Ben Richardson | Taylor Sheridan |
| 8          | 8         | Nichts mehr zu verlieren          | Nothing Left to Lose        | 26. Feb. 2023        | 8. Juli 2023                          | Ben Richardson | Taylor Sheridan |

### Staffel 2
| Nr. (ges.) | Nr. (St.) | Deutscher Titel         | Originaltitel                  | Erstausstrahlung USA | Deutschsprachige Erstausstrahlung (D) | Regie          | Drehbuch        |
| ---------- | --------- | ----------------------- | ------------------------------ | -------------------- | ------------------------------------- | -------------- | --------------- |
| 9          | 1         | Die tödliche Jahreszeit | The Killing Season             | 23. Feb. 2025        | 23. Feb. 2025                         | Ben Richardson | Taylor Sheridan |
| 10         | 2         | Winter der Gewalt       | The Rapist Is Winter           | 2. März 2025         | 2. März 2025                          | Ben Richardson | Taylor Sheridan |
| 11         | 3         | Umgeben von Schrecken   | Wrap Thee in Terror            | 9. März 2025         | 9. März 2025                          | Ben Richardson | Taylor Sheridan |
| 12         | 4         | Die eisernen Flüsse     | Journey the Rivers of Iron     | 16. März 2025        | 16. März 2025                         | Ben Richardson | Taylor Sheridan |
| 13         | 5         | Nur Schüsse leiten uns  | Only Gunshots to Guide Us      | 23. März 2025        | 23. März 2025                         | Ben Richardson | Taylor Sheridan |
| 14         | 6         | Berge, Eis und Monster  | The Mountain Teeth of Monsters | 30. März 2025        | 30. März 2025                         | Ben Richardson | Taylor Sheridan |
| 15         | 7         | Traum und Erinnerung    | A Dream and a Memory           | 6. Apr. 2025         | 6. Apr. 2025                          | Ben Richardson | Taylor Sheridan |

## Rezeption

### Kritiken
Bei Rotten Tomatoes liegt die Zustimmung der Kritiker zur Serie bei 91 Prozent.
Wie Paramount+ verkündete, legte die am 18. Dezember 2022 gestartete Serie den bis dato erfolgreichsten Start auf der Plattform in den USA hin. 1923 war mit 7,4 Millionen Zusehern beinahe um 80 Prozent besser als der bisherige Rekordhalter.

### Auszeichnungen
AACTA International Awards 2024
- Nominierung als Beste Seriendarstellerin (Helen Mirren)

Costume Designers Guild Awards 2024
- Nominierung in der Kategorie Excellence in Costume Illustration (Folge Krieg und der kristallklare Ozean, Maggie S. Chan)[17]

Golden Globe Awards 2024
- Nominierung als Beste Serie – Drama
- Nominierung als Beste Serien-Hauptdarstellerin – Drama (Helen Mirren)

Satellite Awards 2023
- Nominierung als Beste Fernsehserie
- Nominierung als Beste Serienschauspielerin (Helen Mirren)
- Nominierung als Bester Serienschauspieler (Harrison Ford)[18]